# Charles Town (Západní Virginie)

Radnice

Charles Town je město v Jefferson County v americkém státě Západní Virginie. Při sčítání lidu v roce 2020 zde žilo 6 534 obyvatel.

## Historie

### 18. století
Charles Washington, zakladatel města Charles Town, se narodil v Hunting Creek (nyní Fairfax County) ve Virginii 2. května 1738. Byl nejmladším bratrem                                  George Washingtona . Do dnešního Jeffersonského kraje přišel mezi dubnem a říjnem 1780. Panství Charlese Washingtona- Happy Retreat bylo postaveno v roce 1780. V roce 1786 založil Charles na svém sousedním pozemku o rozloze 320 000 m² ulice města Charles Town, přičemž mnoho z nich pojmenoval po svých bratrech a jednu i po své manželce Mildred a daroval čtyři rohové pozemky na křižovatce ulic George a Washington pro veřejné budovy města a kraje.
Asi po dvě desetiletí však vznikaly zmatky, protože stejný název byl používán pro město usazené v okrese Ohio u ústí Buffalo Creek. V roce 1797 se tato oblast stala známou jako Brooke County a Charlestown bylo její krajské město. 27. prosince 1816, Valné shromáždění ve Virginii změnilo název města Brooke Country na Wellsburg.

### 19. století
Jefferson County bylo založeno v roce 1801, jak předpokládal Charles Washington. Dům krajského soudu stojí na jednom z pozemků, které daroval městu Charles Washington. Roku 1919 byl zbořen a nahrazen poštou. 
Charles Washington zemřel někdy mezi červencem a zářím 1799, jen krátce před smrtí svého bratra George. 
V roce 1844 vyšlo v Charles Town první vydání novin "ducha Jeffersonova"  psal je James W. Beller. Jedná se o nejstarší vydávané noviny ve státě. 
16. října 1859 abolicionista John Brown a jeho následovníci zaútočili na federální arzenál v nedalekém Harpers Ferry,11 km východně od Charles Town. Povstání bylo rychle potlačeno a John Brown a jeho šest zajatých spolupracovníků byli souzeni v soudním domě okresu Jefferson za zradu, vraždu a podněcování povstání otroka; všichni byli shledáni vinnými a byli zavěšeni na místě které dnes zaujímá dům Gibson-Todd House. Brownův proces a poprava přinesly do Charles Town národní tisk a mnoho dalších návštěvníků. Během šesti týdnů mezi Brownovým zatčením (19. října) a jeho popravou (2. prosince) byl Charles Town ozbrojeným vojenským táborem byly tam umístěny stovky vojáků, aby se zabránilo záchraně Browna, a před soudní budovou bylo umístěno dělo. 

Během prvních dvou let občanské války se přední linie vojsk Unie a Konfederace v této oblasti pohybovaly a město během vojenských střetů v okolnijních oblastech často měnilo majitele, přičemž město bylo nejprve obsazeno jednotkami Konfederace, poté jednotkami Unie, pak zpět jednotkami Konfederace do roku 1863, kdy jednotky Unie obsadily město po zbytek války. 
V roce 1883 byla společnost Valley Telephone Company začleněna do Západní Virginie a začala instalovat telefonní linky po celém okrese Jefferson. Hlavní kancelář společnosti byla v Charles Town. Spisovatel v roce 1898 to komentoval takto: 

Charles Town, které před třiceti osmi lety mělo asi patnáct set obyvatel, je nyní prosperujícím městem třicet pět set. Soudní budova, ve které byl souzen John Brown a jeho následovníci (celkem sedm), byla přestavěna na vězení, ve kterém byli uvězněni, bylo strženo a přestavěno; a na místě popravy je postaveno honosné sídlo, bydliště plukovníka Johna Thomase Gibsona, který byl v té době plukovníkem 55. pluku Virginie milice (1S59), a který se aktivně účastnil zajetí Johna Brown a jeho následovníci.

### 20. století
V roce 1922 byl William Blizzard, vůdce stávkujících těžařů uhlí, obviněn ze zrady, vraždy a za účast ve válkách proti státním a federálním jednotkám v krajích Mingo a Logan. Byl souzen v soudní budově Jefferson County v Charles Town a byl shledán nevinným. 
Závodní dráha Charles Town Race Track byla poprvé otevřena v roce 1933. Byla postavena na pozemku zakoupeném od sdružení Charles Town Horse Show Association. V roce 1999 prošla Charles Town Race Track zásadní rekonstrukcí, která zahrnovala velký přírůstek do domácích video automatů. To bylo přejmenováno Charles Town Races & Slots. 
V roce 1975 byla otevřena nová Jeffersonova pamětní nemocnice, která nahradila starou obecní nemocnici Charles Town. Nyní je součástí řetězce zdravotnických zařízení West Virginia University Hospitals (WVUH-East) a v roce 2013 byla přejmenována na Jefferson Medical Center.

### 21. století
Populace Charles Townu se od roku 2000 více než zdvojnásobila, částečně kvůli anexi bytových jednotek, které byly vyvinuty na pozemcích kolem původního města.

## Geografie a klima
Charles Town se nachází v dolním údolí Shenandoah na 39 ° 17'3 "N 77 ° 51'22" W (39,284237, -77,856211).  
Podle sčítání lidu Spojených států Bureau, město má celkovou plochu 5,81 čtverečních mil (15,05 km2) 
Charles Town se nachází 73 mil severozápadně od Washingtonu a 75 mil západně od Baltimoru.Vzhledem ke své nízké nadmořské výšce pro Západní Virginii je Charles Town v severním rozsahu vlhkého subtropického klimatického pásma a má chladné až mírně chladné zimy a horká a vlhká léta. Srážky jsou rovnoměrně rozloženy po celý rok a poskytují svěží a bohatý růst rostlin.

## Přeprava
Charles Town je obsluhován především dvěma hlavními dálnicemi- US Route 340 a West Virginia Route 9, které běží současně na krátký úsek v blízkosti Charles Town. USA 340 cestují obecně jihozápadním směrem na severovýchod a spojují Charles Town s místy ve východním údolí Shenandoah ve Virginii na jihozápad. Na severovýchod poskytuje USA 340 přímý přístup k Harpers Ferry a Frederickovi. WV 9 prochází oblastí s orientací severozápad-jihovýchod a spojuje Charles Town s Martinsburg a Leesburg. Mezi další dálnice obsluhující Charles Town patří West Virginia Route 51 a West Virginia Route 115.

## Demografie

### Sčítání lidu z roku 2010
Ke sčítání lidu z roku 2010 ve městě žilo 5 259 lidí, 2 011 domácností a 1 289 rodin. Hustota obyvatelstva byla 905,2 obyvatel na čtvereční míli (349,5 / km2). Tam bylo 2,270 bytových jednotek u průměrné hustoty 390,7 na čtvereční míli (150,9 / km2). Rasový makeup města byl 76,9% bílý, 13,3% africký Američan, 0,3% domorodý Američan, 2,1% asijský, 0,1% Pacifikcký ostrovan, 3,7% od jiných ras a 3,6% od dvou nebo více ras. Hispánský nebo Latino jakékoliv rasy byl 9,0% populace.  
Tam bylo 2,011 domácností, z nichž 37,2% měly děti do 18 let, které s nimi žily, 47.3% manželské páry žily společně, 11.1% měla ženská hlava rodiny s žádným darem manžela, 5.7% měla mužská hlava rodiny s žádnou ženou, a 35,9% nebyly rodiny. 28,7% všech domácností bylo tvořeno jednotlivců a 10,1% mělo někdo živobytí osamoceně kdo byl 65 roků věku nebo starší. Průměrná domácí velikost byla 2,57 a velikost průměrné rodiny byla 3,19.  
Střední věk ve městě byl 35,5 roku. 26,9% obyvatel bylo mladších 18 let; 6,9% bylo ve věku mezi 18 a 24 lety; 31,4% bylo od 25 do 44; 22,5% bylo od 45 do 64; a 12,4% bylo ve věku 65 let nebo starších. Pohlaví města bylo 48,9% mužů a 51,1% žen. 

### Sčítání lidu 2000
Ke sčítání lidu z roku 2000 žilo ve městě 2 907 lidí, 1 285 domácností a 732 rodin. Hustota obyvatelstva byla 2,082.3 lidí na čtvereční míli (801,7 / km2). Tam bylo 1,396 bytových jednotek u průměrné hustoty 999,9 na čtvereční míli (385,0 / km2). Rasový makeup města byl 78,91% bílý, 17,54% africký Američan, 0,10% domorodý Američan, 1,03% asijský, 0,03% tichomořský ostrovan, 0,62% od jiných ras a 1,75% od dvou nebo více ras. Hispánský nebo Latino jakékoliv rasy byl 2,55% populace. 
Tam bylo 1,285 domácností, z nichž 25,8% měly děti do 18 let, které s nimi žily, 39,5% manželské páry žily společně, 13,5% měla ženská hlava rodiny s žádným darem manžela, a 43,0% non - rodiny. 36,0% všech domácností byly tvořeny jednotlivců a 19,4% mělo někdo živobytí osamoceně kdo byl 65 roků věku nebo starší. Průměrná domácí velikost byla 2,26 a velikost průměrné rodiny byla 2,95.
Ve městě populace byla rozprostírána s 22,9% ve věku do 18 let, 8,6% od 18 do 24, 27,4% od 25 do 44, 22,5% od 45 do 64 a 18,5%, kteří byli ve věku 65 let nebo starší. Střední věk byl 39 let. Na každých 100 žen připadalo 89,0 mužů. Na každých 100 žen ve věku 18 a více let připadalo 85,2 mužů.
Střední příjem pro domácnost ve městě byl 32 538 $ a střední příjem pro rodinu byl 43 547 $. Muži měli střední příjem 30 917 $ proti 22 241 $ pro ženy. Příjem průměrná capita pro město bylo 18.104 $. Asi 13,2% rodin a 15,8% populace bylo pod linkou bídy, včetně 20,3% ti do věku 18 a 13,4% ti stárnou 65 nebo přes.

## Významné osoby
- John Peale Bishop, autor
- John Brown (abolicionista), odsouzen a pověšen v Charles Townu, 1859
- Frank Buckles, nejdéle žijící americký veterán z první světové války
- Martin Delany, abolicionista, lékař, dědeček černého nacionalismu
- Brad Diller, karikaturista
- Warren B. Angličtina, politik
- Jack W. Germond, politický reportér a komentátor
- Gary Gregor, profesionální basketbalový hráč v Národní basketbalové asociaci (NBA)
- James Jett, profesionální fotbalista v National Football League (NFL)
- Hamilton Hatter, bývalý otrok, zakladatel Bluefield State College
- John H. Hill, bývalý otrok, první afroamerický právník přijat do advokátní komory v Jefferson County a 2. prezident Státní univerzity v Západní Virginii
- Samuel Mason, voják revoluční války a raný americký psanec
- Frederick Mayer, německý židovský agent OSS během druhé světové války
- William McSherry, jezuita a prezident Georgetown University
- Alex Mooney, americký kongresman pro 2. okrsek Západní Virginie
- Frank R. Stockton, autor, nejslavnější pro povídku „Dáma nebo tygr?“
- David Hunter Strother, také známý jako Porte Crayon, umělec, autor, voják, státník (generální konzul v Mexico City)
- Edward Tiffin, 1. guvernér Ohia
- Samuel Washington, bratr George Washingtona, žil v Charles Town v Harewoodu
- William Lyne Wilson, generální správce pošty Spojených států
- Thomas Worthington, 6. guvernér Ohia a jeden z prvních senátorů z Ohia

## Školy
- Jefferson High School
- Washington High School
- Charles Town Middle School
- Harpers Ferry Middle School
- Shepherdstown Middle School
- Wildwood Middle School
- Blue Ridge Elementary School
- Blue Ridge Primary School
- C.W. Shipley Elementary School
- Driswood Elementary School
- North Jefferson Elementary School
- Page-Jackson Elementary School
- Ranson Elementary School
- Shepherdstown Elementary School
- T.A. Lowery Elementary School
- Wright Denny Elementary School
- American Public University/American Military University
- Catholic Distance University